# みわちゃんねる突撃永田町!!
『みわちゃんねる突撃永田町!!』（みわちゃんねるとつげきながたちょう）は、インターネットテレビLOXX.TVで放送されている政治バラエティ番組。2006年5月24日放送開始。毎週土曜日放送。

## 番組概要
キャスターで元八王子市議会議員の佐野美和が議員会館内または赤坂東通スタジオにて現職国会議員にインタビューし、次回の出演議員を直接紹介してもらうバトンリレー方式。また、特別編として自民党総裁選などを取材することもある。
2017年2月で200回を超えた。